# Panguraptor lufengensis
Panguraptor lufengensis es la única especie conocida del género extinto Panguraptor de dinosaurio terópodo celofísido, que vivió a principios del período Jurásico, hace aproximadamente 199.3 millones de años, en el Sinemuriano, en lo que es hoy Asia.

## Descripción
Panguraptor tiene algunas características que lo determinan como un nuevo género. La columna vertebral tiene diez vértebras cervicales y trece vértebras sacrales. El número de dedos en la mano no está claro. El pie tiene un quinto metatarsiano rudimentario. La situación en la punta del hocico es confusa. Hay un pequeño saliente inclinado sobre la pierna superior, cerca del premaxilar. Por otra parte, cruzar una pequeña ventana en pendiente oval de espalda y hacia arriba; podría ser la fenestra del maxilar. Bajo el canto hay dos pequeñas aberturas ovaladas una detrás de la otra, que pueden ser homólogas a la fenestra promaxilar y la fenestra premaxilar. Más hacia la parte trasera del hueso lagrimal, y ancho en forma de L.
El holotipo de Panguraptor, LFGT-0103, es el esqueleto articulado parcial de un individuo subadulto, que incluye el cráneo, la mandíbula inferior, las vértebras presacras, la primera vértebra sacra, partes de la cintura pectoral y la cintura pélvica, el fémur izquierdo y la mayor parte del miembro derecho. Este espécimen es probablemente un subadulto debido a su pequeño tamaño, aproximadamente 2 metros de largo en vida, gran órbita y escapulocoracoides y astragalocalcareo sin fusionar. Sin embargo, puede haber estado cerca de la edad adulta debido a que otros huesos se han fusionado.
El cráneo bastante corto está casi completo, aunque faltan el premaxilar y el borde rostral del maxilar y los nasales están parcialmente destruidos. La órbita es bastante grande pero la fenestra antorbitaria es bastante pequeña. Las porciones expuestas de la nariz son anchas y lisas y no muestran ningún signo de cresta sagital presente en algunos otros terópodos basales. El yugal está posicionado de manera similar a la de Coelophysis rhodesiensis, aunque el cuadradojugal está posicionado más parecido al de Coelophysis ("Megapnosaurus") kayentakatae. Falta el extremo rostral de la mandíbula inferior. Los dientes se conservan en el dentario y maxilar, y son ligeramente recurvados pero sin serrar.
Los centros de las vértebras cervicales aumentan gradualmente de longitud desde la tercera hasta la séptima cervical, luego disminuyen una vez más hasta la décima, última, cervical. Las vértebras dorsales están más comprimidas que las de Coelophysis bauri y C. rhodesiensis , y sus espinas neurales son más largas que altas y están tan próximas entre sí que forman una pared continua a lo largo de la columna vertebral dorsal.
La escápula es larga, con una hoja escapular con un borde caudal recto y un borde craneal cóncavo. La mano tiene cuatro dígitos, siendo los metacarpianos I y II los más anchos y los metatarsianos II y III los más largos. El primer dedo también tiene una garra aplanada y recurvada, la más grande encontrada en el holotipo.
El ilion derecho , aunque incompleto, tiene un pedúnculo púbico robusto y una cresta supracetabular prominente. Las porciones distales de ambas isquias se conservan y son rectas con extremos anchos. El fémur tiene una cabeza grande y descentrada y una protuberancia longitudinal en la superficie caudolateral del eje. La tibia y el peroné están rectos, mientras que el astrágalo y el calcáneo no están fusionados. Solo un tarso está expuesto, probablemente tarso IV, junto con los metatarsianos derechos III, IV y V y algunos dedos del pie. El metatarso III es muy largo, mientras que IV y V se estrechan distalmente.
Panguraptor se puede distinguir de otros celofísidos por los siguientes rasgos, una cresta diagonal en la superficie lateral del maxilar, dentro de la fosa antorbitaria, una fenestra elíptica, también conocida en Zupaysaurus, caudodorsal a la cresta antes mencionada y un tarso distal IV con una esquina craneomedial en forma de gancho.

## Descubrimiento e investigación
Sus restos fueron encontrados al sur de China. Su nombre genérico se debe a una conjunción de "raptor" en griego "ladrón" con Pangu, un dios chino, pero también al supercontinente Pangea para el que en un contexto geológico se utilizan los mismos caracteres, 盘古, del mismo modo. El nombre de la especie se refiere a su lugar de origen, la Formación Lufeng, en la provincia de Yunnan. El tipo y la única especie conocida es Panguraptor lufengensis. El espécimen holotipo fue recuperado el 12 de octubre de 2007 de la Formación Lufeng de Yunnan, que se caracteriza por los fósiles de sauropodomorfos. Fue descrito en 2014 por You Hai-Lu y sus colegas. panguraptor/>

## Clasificación
Según un análisis cladístico del artículo de descripción, Panguraptor es miembro de Coelophysoidea y dentro de este, de Coelophysidae. Panguraptor está más estrechamente relacionado con Coelophysis bauri que "Syntarsus" kayentakatae. Panguraptor representa el primer buen material de celofisoideo en China, o incluso de Asia, y además es el segundo terópodo inequívoco de la formación Lufeng junto a Sinosaurus. La especie demuestra el gran parecido entre las faunas de Pangea. Los autores realizaron un análisis filogenético y encontrado aPanguraptor en un clado con C. bauri, C. rhodesiensis y Camposaurus pero no C. "Megapnosaurus" kayentakatae. Panguraptor se colocó en este clado debido a que tiene un ángulo muy agudo entre los procesos horizontal y ascendente del maxilar, una bolsa ciega dentro de la fosa antorbital, una lámina lateral corta del lagrimal y el proceso ascendente del yugal formando un ángulo menor. de 75 grados con su eje longitudinal. Otros especímenes pequeños de celofisoides como FMNH CUP 2089, algunos huesos de las extremidades anteriores y FMNH CUP 2090, algunos huesos de las extremidades traseras) recuperados de la formación Lufeng pueden pertenecer a esta especie, aunque se les ha denominado provisionalmente como "Megapnosaurus" kayetakatae hasta su posterior análisis.